# Exedra

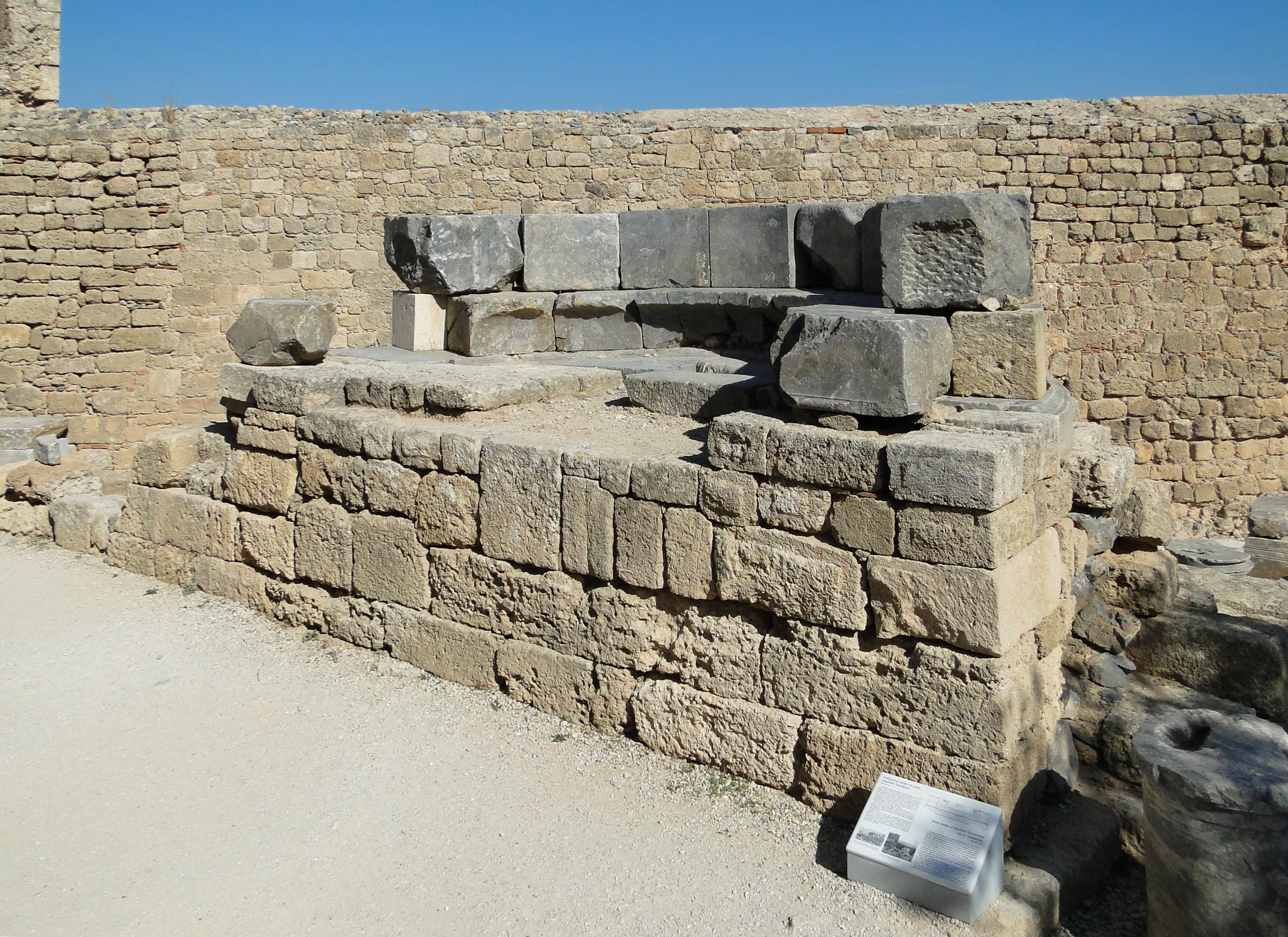
Exedra av Pamphilidas, Akropolis i Lindos, Rhodos, Grekland

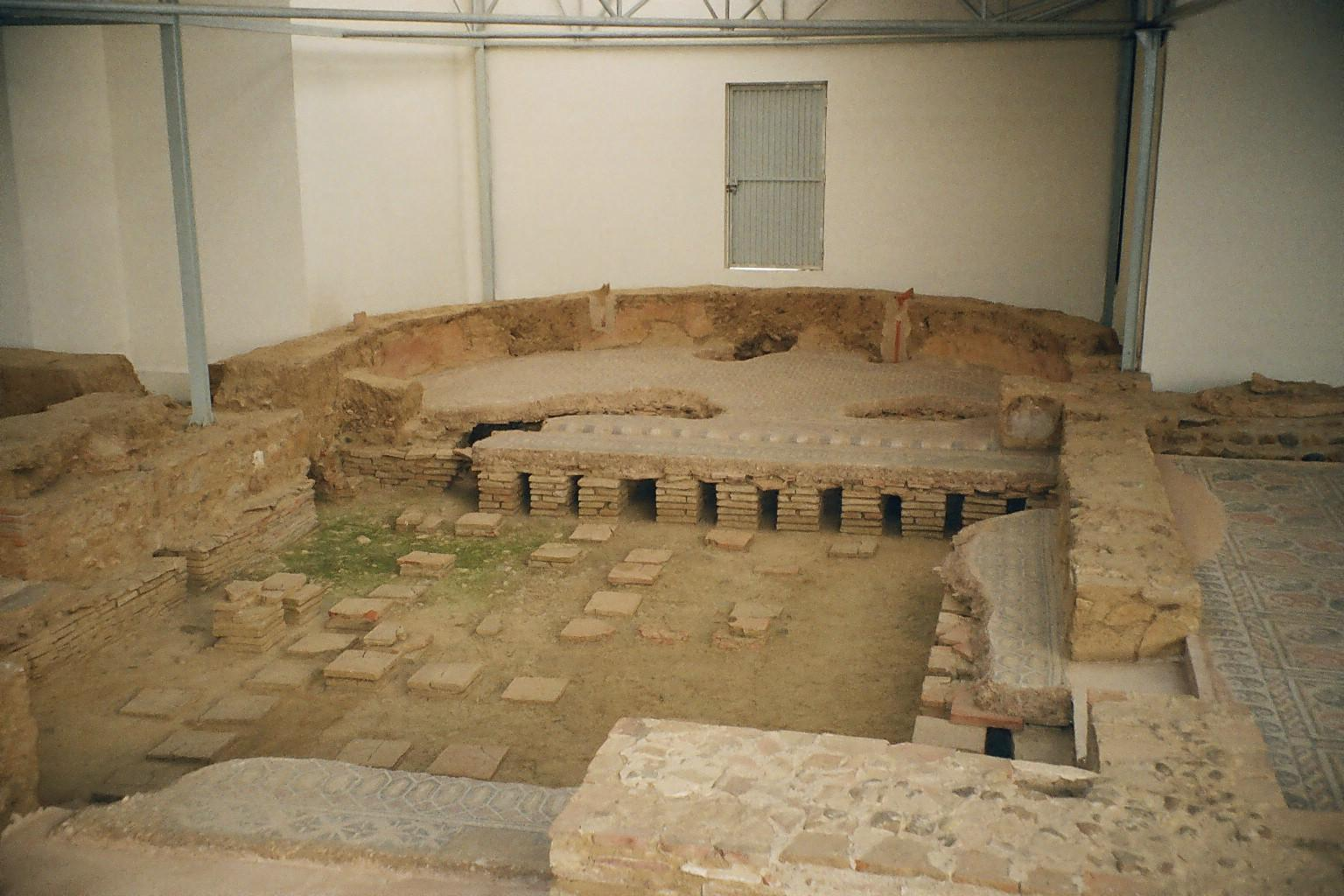
Grunden och golvet i en sen romersk villa. Den golvbelagda delen är exedra. Resten av golvet har försämrats och saknas, med endast delar av hypocaustpelarna kvar. Varm luft cirkulerade genom hypocausten för att värma upp huset.

Exedra är en halvrund arkitektonisk fördjupning eller plattform, ibland krönt av halvkupol, och antingen insatt i en byggnads fasad eller fristående. Den ursprungliga grekiska betydelsen (ἐξέδρα, en plats utanför dörren) applicerades på ett rum som öppnade sig mot en stoa, omgiven av böjda högryggade stenbänkar, en lämplig plats för samtal. En exedra kan också uttryckas av ett krökt avbrott i en pelargång, kanske med en halvcirkelformad bänk. Exedran förekommer bland annat i antika tempelområden samt i anslutning till andra stora grekiska och romerska anläggningar.
Exedran skulle vanligtvis ha ett apsidalt podium som stödde stenbänken. Den fristående (öppna luften) exedra, som ofta stödjer bronsporträttskulpturen, är en välbekant hellenistisk struktur, karakteristiskt placerad längs heliga vägar eller på öppna platser i helgedomar, som vid Delos eller Epidaurus. Några hellenistiska exedras byggdes i anslutning till en stads agora, som i Priene. Monumentarkitekter har också använt denna fristående stil i modern tid.

## Upphöjning
Exedran uppnådde särskild popularitet i antik romersk arkitektur under det romerska imperiet. Under det 1:a århundradet e.Kr. införde Neros arkitekter exedra genom hela planeringen av hans Domus aurea, vilket berikade volymerna i festlokalerna, en del av det som gjorde Neros palats så hisnande pretentiöst för traditionella romare, för ingen hade någonsin sett kupoler och exedra i en bostad förut.
En exedra var normalt ett offentligt inslag och när retoriker och filosofer disputerade i ett romerskt gymnasium var det i en exedra som öppnade sig in i peristylen som de samlades. En basilika hade en stor exedra längst bort från dess ingång, vanligtvis upphöjd i flera trappsteg, där magistraten satt vid förhör. Detta kallades en tribuna på latin, och används för ett område med upphöjt golv intill en vägg, ofta i en exedra.

## Senare användningsområden
Efter prejudikat från Rom fortsatte exedran att vara i utbredd användning arkitektoniskt efter Romarrikets fall. I bysantinsk arkitektur och romansk arkitektur utvecklades detta välbekanta inslag till absiden och behandlas där fullt ut.
Termen exedra används fortfarande ofta för sekundära absider eller nischer i de mer komplicerade planerna för senare bysantinska kyrkor. En annan term är conch, uppkallad efter pilgrimsmusslans skalform som ofta antas av halvkupollocket. En berömd användning av exedra finns i Donato Bramantes Cortile del Belvedere förlängning av Vatikanpalatset där exedra från början var öppen mot himlen.
I muslimsk arkitektur blir exedra en mihrab och bibehåller undantagslöst religiösa sammanhang, varhelst den ses, även i minsta skala, som en bönenisch.
Både barock och nyklassicistisk arkitektur använde exedra. Barockarkitekter, (till exempel Pietro da Cortona i hans Villa Pigneto), använde dem för att berika spelet mellan ljus och skugga och skapa uttrycksfulla volymer medan nyklassicistiska arkitekter, använde exedra för att framhålla den rytmiska takten i en vägghöjd.
Den inre exedra exploaterades rikt av den skotske nyklassicistiske arkitekten Robert Adam och hans anhängare.

## Offentliga landskap

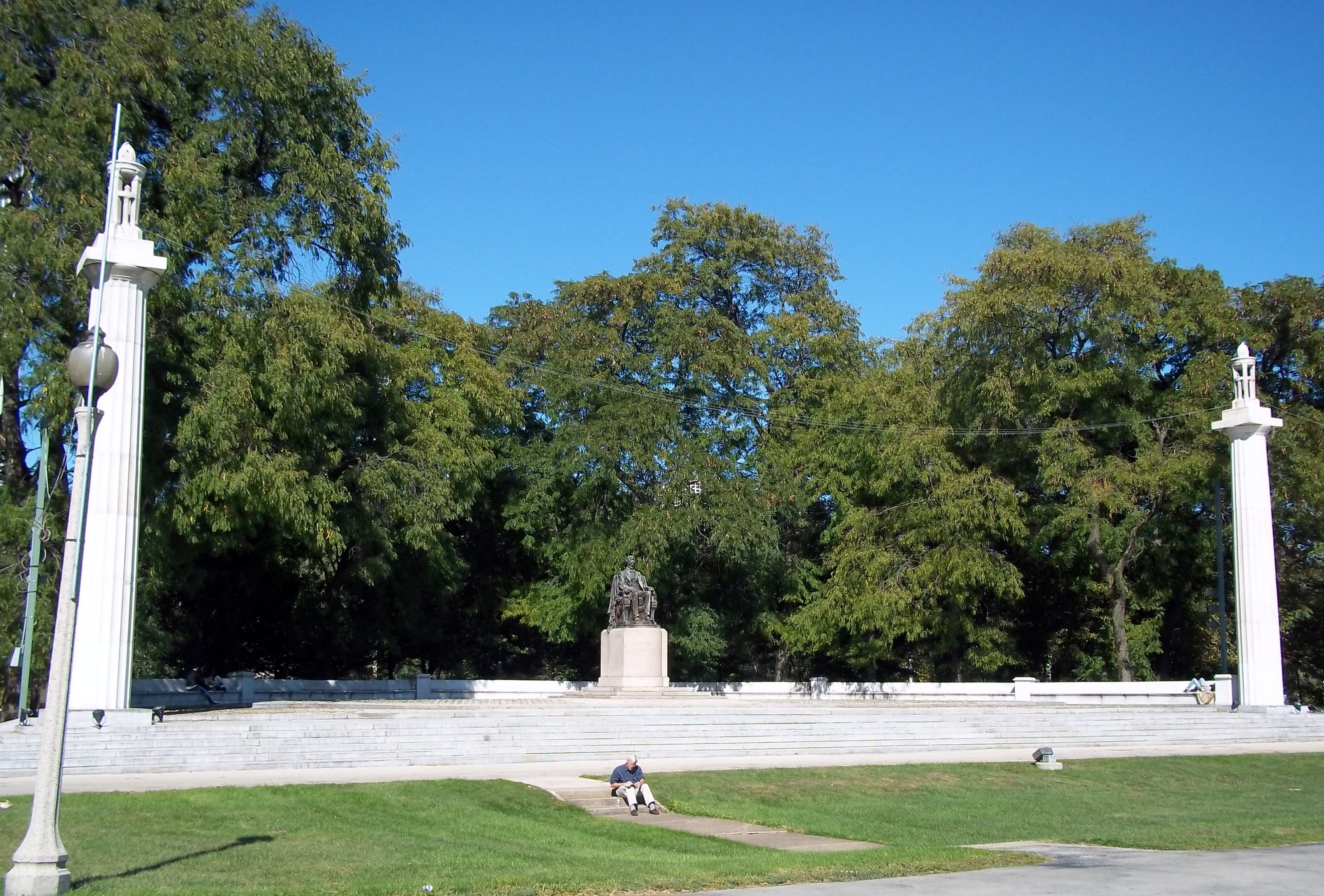
Exedra utomhus - Abraham Lincoln: Statschefsmonumentet i Grant Park, Chicago

Ett klassiskt exempel på en barock exedra i (jämförelsevis) reducerad skala inom sitt sammanhang är Trevifontänens centrala nisch i Rom, som skyddar en staty av Neptunus.
Många klassiska scener i offentliga parker är exedra, för formen, med sitt halvkupoltak, reflekterar ljud framåt. Hollywood Bowls scen har formen av huvudet på en gigantisk exedra, avskalad från klassiska detaljer. Spreckels Temple of Music i Golden Gate Park i San Francisco är ett annat exempel på en sådan fristående klassisk scen.
Offentliga monument utan täckning använder en fristående halvcirkelformad exedra med en bänk, ofta för att ge en plattform till en staty, till exempel vid Abraham Lincoln: The Head of State monument i Grant Park (Chicago), eller Houdini-graven i New York.

## Trädgårdar

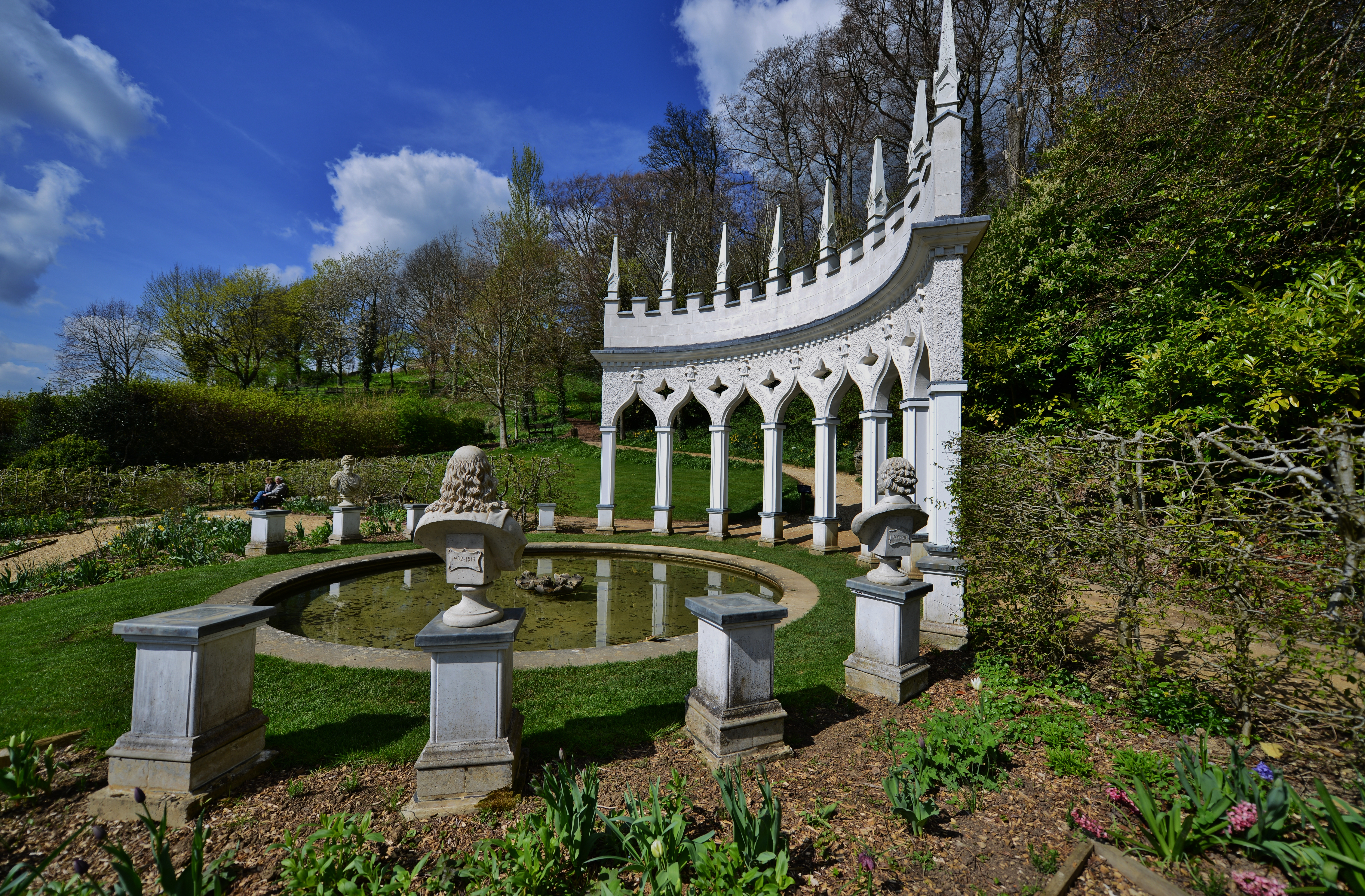
Exedra i Painswick Rococo Garden, daterad till 1740-talet

Under 1700-talet blev en exedra ett populärt trädgårdsdrag eller fåfänga, som ofta användes som en dekorativ krökt skärmvägg för att dölja en annan del av trädgården. Exempel kan hittas på Belton House och West Wycombe Park. En exedra kan användas i landskapsdesign för att visuellt avsluta en trädgårdsaxel. De kan inkludera sittplatser, en fontän, kakelarbeten och landskapsbelysning i traditionell eller modern stil.
I New York Citys Central Park, med utsikt över Conservatory Water, finns Waldo Hutchins-bänken, en böjd utomhusbänk i Concord-vit granit exedra. Bänken är nästan 1,2 m hög och 8,2 m lång och väger flera ton. Dess arkitekt var Eric Gugler, och 1932 utfördes den av Piccirilli Brothers studio, företaget som högg ut Lincoln Memorial i Washington, D.C.